# Дербетовский сельсовет
Дербе́товский сельсове́т — упразднённое сельское поселение в составе Апанасенковского района Ставропольского края Российской Федерации.
Административный центр — село Дербетовка.

## География
Находится в юго-западной части Апанасенковского района. Площадь сельсовета — 202,45 км2.
Проходит трасса Автодорога Р-216 (А-154) Астрахань — Элиста — Ставрополь.

## История
С 16 марта 2020 года, в соответствии с Законом Ставропольского края от 31 января 2020 г. № 3-кз, все муниципальные образования Апанасенковского муниципального района, включая Дербетовский сельсовет, были преобразованы путём их объединения в единое муниципальное образование Апанасенковский муниципальный округ.

## Население
| 1989  | 2002  | 2010  | 2011  | 2012  | 2013  | 2014  |
| ----- | ----- | ----- | ----- | ----- | ----- | ----- |
| 2230  | ↘2110 | ↘1892 | ↘1886 | ↘1884 | ↘1856 | ↘1812 |
| 2015  | 2016  | 2017  | 2018  | 2019  | 2020  |       |
| ↗1862 | ↗1898 | →1898 | ↘1887 | ↘1884 | ↘1853 |       |

### Национальный состав
По итогам переписи населения 2010 года проживали следующие национальности (национальности менее 1 %, см. в сноске к строке «Другие»):
| Национальность | Численность | Процент |
| -------------- | ----------- | ------- |
| Русские        | 1542        | 81,50   |
| Азербайджанцы  | 118         | 6,24    |
| Даргинцы       | 114         | 6,03    |
| Белорусы       | 19          | 1,00    |
| Другие         | 99          | 5,23    |
| Итого          | 1892        | 100,00  |

## Административное деление
В состав муниципального образования Дербетовский сельсовет входят:
- село Дербетовка — 1844[18]
- посёлок Вишнёвый — 32[19]

## Органы власти
- Дума Дербетовского сельсовета. Сергей Александрович Никитюк (c 13 марта 2011 года, 2-й срок)
- Администрация Дербетовского сельсовета

## Инфраструктура
- Дом культуры
- Врачебная амбулатория
- Сбербанк

## Образование
- Детский сад
- Средняя общеобразовательная школа
- Детский дом-интернат для умственно отсталых детей

## Экономика
- Сельскохозяйственный производственный кооператив (колхоз) им. Апанасенко[20]

## Памятники
- Мемориал погибшим воинам-дербетовцам. Установлен в 1986 году.[21]